# Ганна Гласс
Ганна Гласс (уроджена Оллгуд; нар. 28 березня 1708 — пом. 1 вересня 1770) — англійська кулінарна письменниця XVIII століття. Її перша кулінарна книга, «Мистецтво кулінарії, написано легко та просто», яка вийшла друком у 1747 році, стала найпродаванішою книгою рецептів того століття. Книгу перевидали протягом першого року публікації, з'явилася у 20 виданнях у XVIII столітті та продовжувала публікуватися до кінця XIX століття. Пізніше вона написала «Довідник прислуги» (1760) та «Досконалий кондитер» (ймовірно 1760); жодна книга не мала такого комерційного успіху, як перша.
Гласс народилася в Лондоні в родині землевласника Нортумберленду та його коханки. Після закінчення стосунків Гласс виховувалась у родині батька. У 16 років вона втекла з 30-річним ірландським субалтерном, який тоді отримував половинну платню, вони жили в Ессексі, працюючи в маєтку графів Донегол. У пари були фінансові труднощі, і, щоб зібрати гроші, Гласс написала «Мистецтво кулінарії». Приблизно третину рецептів вона запозичила з інших кулінарних книг. Серед її оригінальних рецептів — перший відомий рецепт каррі, написаний англійською мовою, а також три рецепти плову, рання згадка про ваніль в англійській кухні, перше зафіксоване використання желе в трайфлі та ранній рецепт морозива. Вона також була першою, хто використав у друку термін «йоркширський пудинг».
Гласс стала кравчинею в Ковент-гардені, де серед її клієнтів була Августа Саксен-Готська, принцеса Уельська, але у неї накопичились великі борги. Через банкрутство Гласс потрапила за ґрати та була змушена продати авторські права на «Мистецтво кулінарії». Про значну частину подальшого життя Гласс немає інформації; інформація про її особу була втрачена, поки її не виявила у 1938 році історик Мадлен Гоуп Доддс. Інші автори плагіатували твори Гласс, піратські копії стали поширеними, особливо в США. «Мистецтво кулінарії» викликала захоплення в англійських кухарів другої половини XX століття, і мала вплив на багатьох із них, зокрема на Елізабет Девід, Фанні Кредок і Клариссу Діксон Райт.

## Біографія

### Раннє життя

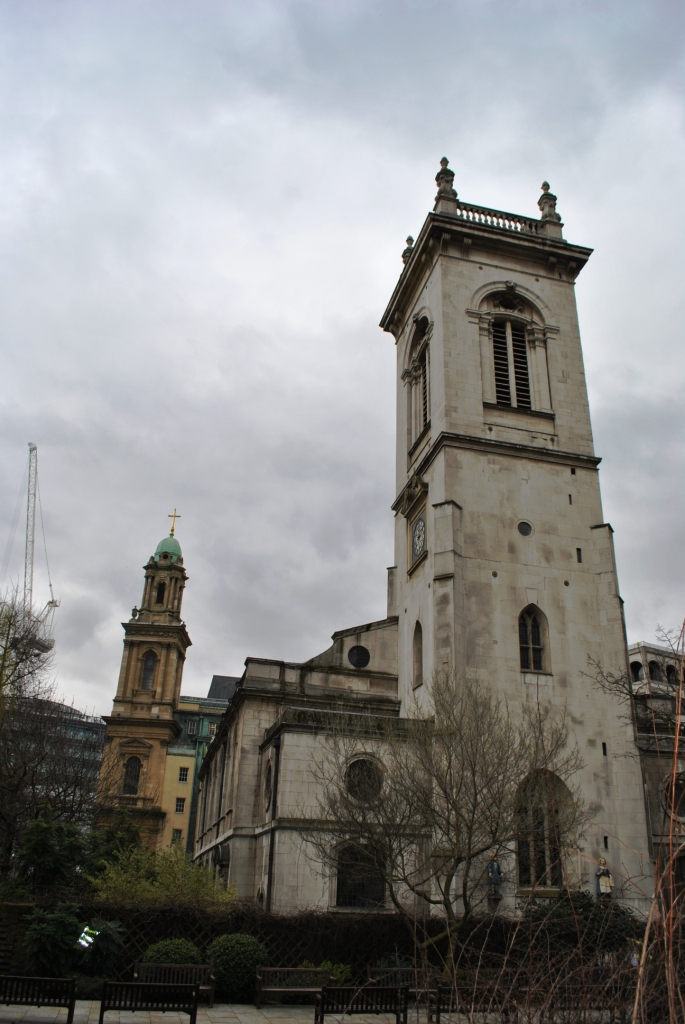
Сент-Ендрюс, Голборн, де хрестили Гласс

Гласс народилася як Ганна Оллгуд на Гревіль-стріт, Гаттон-гарден, Лондон, у родині Айзека Оллгуда та його коханки Ганни Рейнольдс. Айзек, землевласник і власник вугільної шахти, походив із відомої, шанованої родини з Нанвік-Голлу, Хексем, Нортумберленд; він був одружений з Ганною, уродженою Кларк, донькою Айзека Лондонського, виноградаря. Гласс хрестили в церкві Святого Андрія в Голборні. Оллгуд і Рейнольдс мали ще двох дітей, які померли у ранньому віці. Оллгуд зі своєю дружиною також мали ще одну дитину, Ланцелота, який народився через три роки після Гласс.
Оллгуд забрав Рейнольдс та юну Ганну назад до Гексема, і вона виховувалась разом з іншими його дітьми, але, згідно з Робб-Смітом в Оксфордському національному біографічному словнику, Рейнольдс «вигнали з Гексема»; причина не зафіксована. До 1713 року Оллгуд і Рейнольдс знову жили разом у Лондоні. Наступного року у стані алкогольного сп'яніння, Оллгуд підписав папери про передачу всього свого майна Рейнольдс. Як тільки він усвідомив масштаб своєї помилки, пара розлучилася. Сім'я Оллгудів намагалася повернути власність, що їм вдалося у 1740 році, це принесло Гласс річний дохід і невеличкий статок. У неї не склалися стосунки з матір'ю, яка мало займалася вихованням доньки; Гласс описала її в листуванні як «злу негідницю!».
Незабаром після смерті дружини у 1724 році Оллгуд захворів, і Гласс відправили жити до її бабусі. Попри заборону бабусі відвідувати світські заходи, Гласс завела стосунки зі старшим удівцем Джоном Глассом, 30-річним ірландським субалтерном, який тоді отримував половинну платню, і раніше працював у лорда Полварта. 4 серпня 1724 року пара таємно одружилася за спеціальною ліцензією. Її родина дізналася про шлюб через місяць, коли вона переїхала з дому своєї бабусі до чоловіка на Пікаділлі. Хоча родину обурив такий стан справ, вони незабаром відновили сердечні стосунки та продовжили тепле та дружнє листування. У першому листі до бабусі Ганна перепросила за таємницю навколо її втечі, але не висловлювала жалю з приводу одруження. «Я шкодую не про те, що я зробила, але тільки про те, як я це зробила».
До 1728 року Гласси жили в Нью-Голлі, Брумфілд, Ессекс, у будинку 4-го графа Донегола. Ймовірно, Джон Гласс працював управителем маєтку. Під час проживання в Нью-Голлі у них народилася перша дитина. Гласси повернулися до Лондона у листопаді 1734 року, де прожили чотири роки, поки не переїхали на Гревіль-стріт, поблизу Гаттон-гардена. Протягом наступних років Гласс народила десятьох дітей, п'ятеро з яких померли маленькими. Вона вважала освіту важливою, тому відправляла своїх дочок до хороших місцевих шкіл, а синів до Ітона та Вестмінстера. Подружжя постійно поставало перед фінансовими труднощами, і в 1744 році Гласс спробував продати патентований препарат еліксир Даффі, проте проєкт не мав успіху. Тоді вона вирішила написати кулінарну книгу.

### «Мистецтво кулінарії»
У листі від січня 1746 року, Гласс написала: «Моя книга йде дуже добре, і всі нею задоволені, зараз вона в друці». «Мистецтво кулінарії, написано легко та просто» вийшла друком наступного року та, згідно з титульною сторінкою, продавалась у крамниці посуду місіс Ешберн на розі Фліт-Діч. Книга була доступна з палітуркою за 5 шилінгів, а просто прошита за 3. Відповідно до тогочасної практики видавців, Гласс вказала імена передплатників — ті, хто попередньо оплатив примірник. Перше видання передплатили 202 людини; їх кількість зросла у другому та третьому виданнях. У передмові Гласс написала, що книга «набагато краща за все, що коли-небудь друкувалось з подібної теми». У вступі вона стверджувала: «На мою думку я намагалася створити галузь кулінарії, про яку ще ніхто не вважав за потрібне писати», пояснюючи, що книга спрямована на домашній персонал. У зв'язку з цим вона перепрошує: «Якщо я писала не на високому, ввічливому стилі, я сподіваюся, що мене пробачать; бо мій намір — нижчий сорт, і тому я повинна ставитися до них по-своєму».
Під час роботи над книгою Гласс широко використовувала інші джерела: із 972 рецептів у першому виданні 342 з них були скопійовані або адаптовані з інших книг. Цей плагіат був типовим для того часу, оскільки згідно зі Статутом королеви Анни — парламентським актом 1709 року про захист авторських прав — рецепти не захищалися авторським правом. Розділ про вершки був повністю взятий з книги Елізи Сміт 1727 року, «Повноцінна домогосподарка», а у розділі про м'ясо 17 послідовних рецептів були скопійовані з книги «Весь обов'язок жінки», хоча Гласс переписала скупі інструкції, призначені для досвідчених кухарів, зробивши їх детальнішими для недосвідчених господарок.
До кінця року з'явилося друге видання «Мистецтва кулінарії, написано легко та просто», а до 1765 року вийшли друком ще дев'ять версій. У перших виданнях не вказували її авторство, використовуючи розпливчастий підпис «By a Lady» («Від леді»); ім'я Гласс вказали на титульній сторінці лише у четвертому виданні 1751 року. Відсутність імені автора дозволила помилково стверджувати, що її написав Джон Гілл; у книзі «Життя Самуеля Джонсона» Джеймс Босвелл розповідає про вечерю з Семюелем Джонсоном і видавцем Чарльзом Діллі. Діллі заявив, що «Кулінарія місіс Гласс, яка є найкращою, написав доктором Гілл. Половина торговців це знає». У Джонсона твердження викликало сумніви через плутанину в книзі між селітрою та нітритом натрію, так Гілл не зміг би помилитися. Попри це, Джонсон вважав, що автор чоловік і додав: «Жінки вміють дуже добре прясти, але вони не можуть створити хорошу кулінарну книгу».

### Пізні роки
У рік публікації першого видання помер Джон Гласс. Його поховали 21 червня 1747 року у церкві Святої Марії, Брумфілд. Того року Гласс почала свою справу з пошиття одягу на Тавісток-стріт, Ковент-гарден, у партнерстві зі своєю старшою донькою Маргарет. У четвертому виданні її книги вона розмістила повносторінкову рекламу своєї крамниці, в якій говорилося, що вона «створює одяг для Її Королівської Високості Принцеси Уельської», принцеси Августи. Коли її зведений брат Ланцелот приїхав навідати її, він написав:
У Ганни так багато карет, що, з огляду на це, вона має досягти успіху у своїй справі … до неї приходять чудові гості, не менше ніж принц і принцеса Уельські, щоб побачити її вечірні сукні.
Гласс не досягла успіху у своєму бізнесі, і взявши великі позики, її з боргами у 10 000 фунтів стерлінгів оголосили банкрутом у травні 1754 року. Серед активів, проданих для сплати боргів, були й авторські права на «Мистецтва кулінарії, написано легко та просто», які отримали Ендрю Міллер та синдикат книготорговців, а також 3000 примірників п'ятого видання; синдикат володів правами протягом наступних п'ятдесяти років. Неясна подальша участь Гласс у друкованих виданнях після п'ятого. У січні 1755 року їй видали сертифікат відповідності, який говорив про кінець її банкрутства.

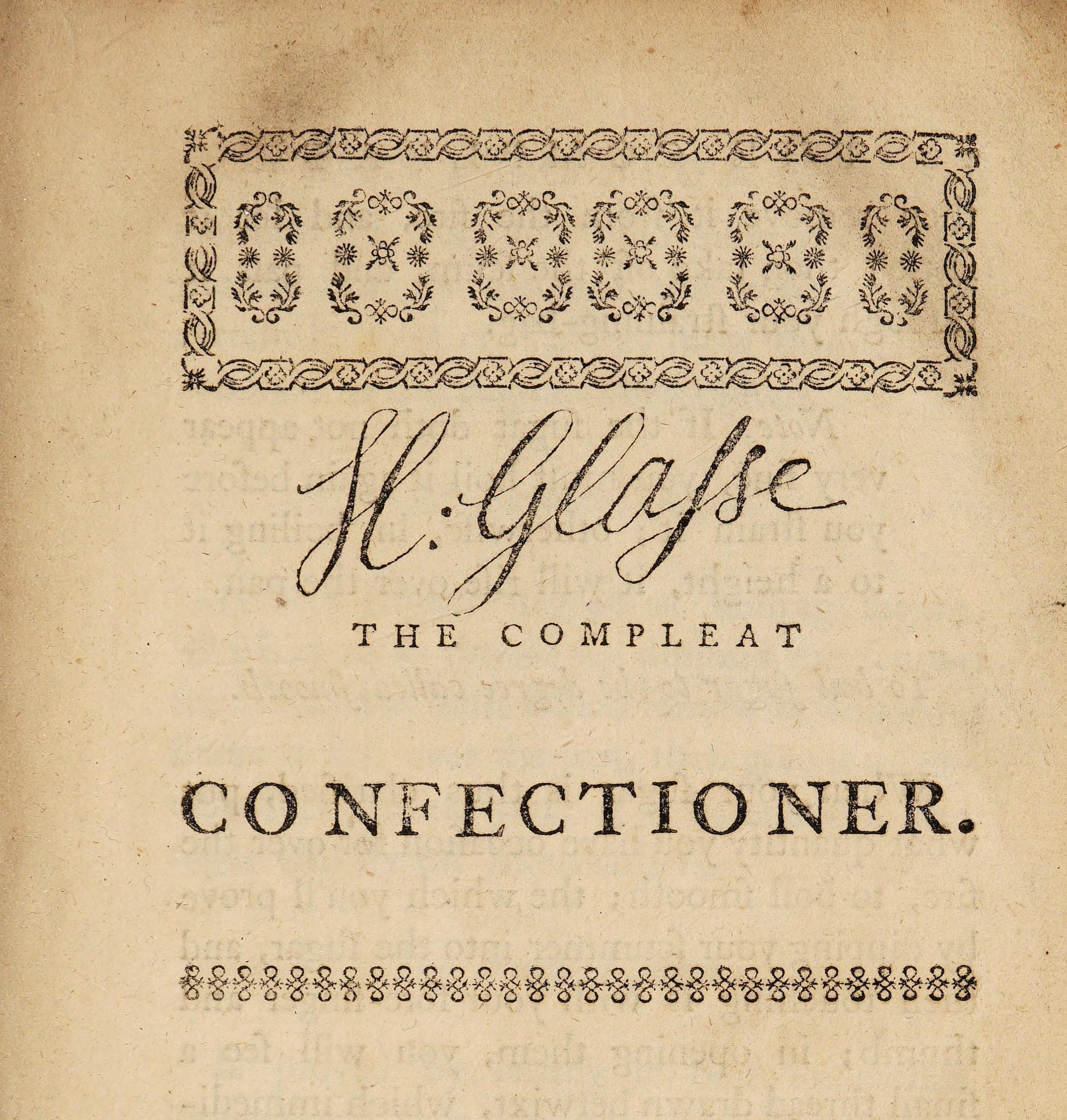
Частина першої сторінки книги «Досконалий кондитер» (видання 1772 року)

У 1754 році Енн Кук опублікувала кулінарну книгу «Професійна кулінарія: Про варіння, смаження, випічку, консервування, заготівлю, маринування, виноробство, желювання та кондитерські вироби». Книга містила те, що було названо «есе про жіноче кулінарне мистецтво», яке являло собою нападками на Гласс та «Кулінарне мистецтво», описане істориком Мадлен Гоуп Доддс як «жорстокий натиск», а історик Гіллі Леман як «жахливий доггерель». Доддс з'ясувала про ворожнечу Кук з Ланселотом Оллгудом і використала книгу як помсту йому.
Гласс продовжувала жити у своєму будинку на Тавісток-стріт до 1757 року, але її фінансові проблеми тривали, і в червні того ж року вона потрапила до в'язниці Маршалсі як боржниця, а через місяць її перевели до Флітської в'язниці. До грудня її звільнили, вона зареєструвала три долі в «Довіднику прислуги», книзі про ведення домашнього господарства, у кінці було кілька порожніх сторінок для запису кухонних розрахунків. Робота вийшла друком у 1760 році, проте не отримала комерційного успіху. Гласс також написала книгу «Досконалий кондитер», яку опублікували без дати, але ймовірно у 1760 році. Як і для першої книги Гласс запозичила матеріал, зокрема в Едвардса Ламберта «Кондитерське мистецтво» (1744), Сміта «Досконала домогосподарка» та «Сімейний журнал» (1741). Робота Гласс містила основи виготовлення солодощів, тістечок і морозива, включно з тим, як варити цукор до необхідних стадій, готувати заварні креми та силлабаби, консервувати та дистилювати напої.
Про останні десять років життя Гласс записів не збереглося. У 1770 році газета «Newcastle Courant» оголосила: «Минулого тижня в Лондоні померла місіс Гласс, єдина сестра сера Ланселота Оллгуда з Нунвіка, Нортумберленд», маючи на увазі дату смерті 1 вересня.

## Книги
«Мистецтва кулінарії, написано легко та просто» складається в основному з англійських рецептів і націлена на приготування хорошої, доступної їжі, а телевізійний кухар Кларисса Діксон Райт розглядає цю роботу як «майстерним узагальненням» англійської кухні заможних сімей середини XVIII століття. Гласс побачила, що домашня освіта для молодих леді не охоплює кондитерські вироби та десерти, і багато рецептів у «Досконалому кондитері» відходять від банкетних страв XVII століття до десертів нового стилю XVIII та XIX. У «Мистецтві кулінарії» вона демонструє ознаки сучасного підходу до готування їжі, особливо пікантних страв, які мали французький вплив, а не до більш престижних, але застарілих солодких страв, яким надавали перевагу у XVII столітті. У «Досконалому кондитері» вона пише:
Кожна молода леді повинна знати як готувати всілякі кондитерські вироби та оформлювати десерти; у минулі часи вважалося великою досконалістю для молодої леді розуміти всі ці речі, хоча б для того, щоб давати вказівки своїм слугам[.].
Гласс була не проти покритикувати французів або їхню кухню, і в її вступі говориться:
Француз у своїй країні приготує чудову вечерю з двадцяти страв, і всі вони будуть витонченими та гарними, а вартість однієї страви поставить англійського лорда в незручне становище. Я чула про кухаря, який використав шість фунтів масла, щоб підсмажити дванадцять яєць; коли кожен знає … що півфунта достатньо, або більше, ніж потрібно, але тоді це був би не француз. Настільки велика сліпа дурість цієї доби, що вони радше нададуть перевагу французькому дурню, ніж підбадьорять хорошого англійського кухаря!
Попри відверто ворожий підхід Гласс до французької кухні, Стед відмітила, що у книзі проявляються «любов і ненависть, презирство в поєднанні з прихованим захопленням». У «Мистецтві кулінарії» Гласс представила розділ із восьми рецептів — усі деталізовані й складні, усі французького походження — з порадою: «Прочитайте цей розділ, і ви побачите, наскільки дорогий соус французького кухаря». Перший рецепт, «Французький спосіб приготування куріпок» «закінчується її коментарем „Цю страву я не рекомендую, тому що вважаю, що це дивне поєднання сміття“. … але такі рецепти, як цей, є в більшості кулінарних книг». Генрі Нотакер у своїй історії кулінарних книг зауважує, що Гласс додала у книгу, на її погляд, поганий рецепт, бо інакше її читачі могли б його пропустити. Протягом усієї книги вона представляла рецепти французького походження, хоча їх часто англізувала, видаляючи сильні ароматні соуси з м'ясних страв. З кожною новою публікацією книги, кількість неанглійських рецептів зросла шляхом додавання рецептів з німецької, голландської, індійської, італійської, західноіндійської та американської кухонь.

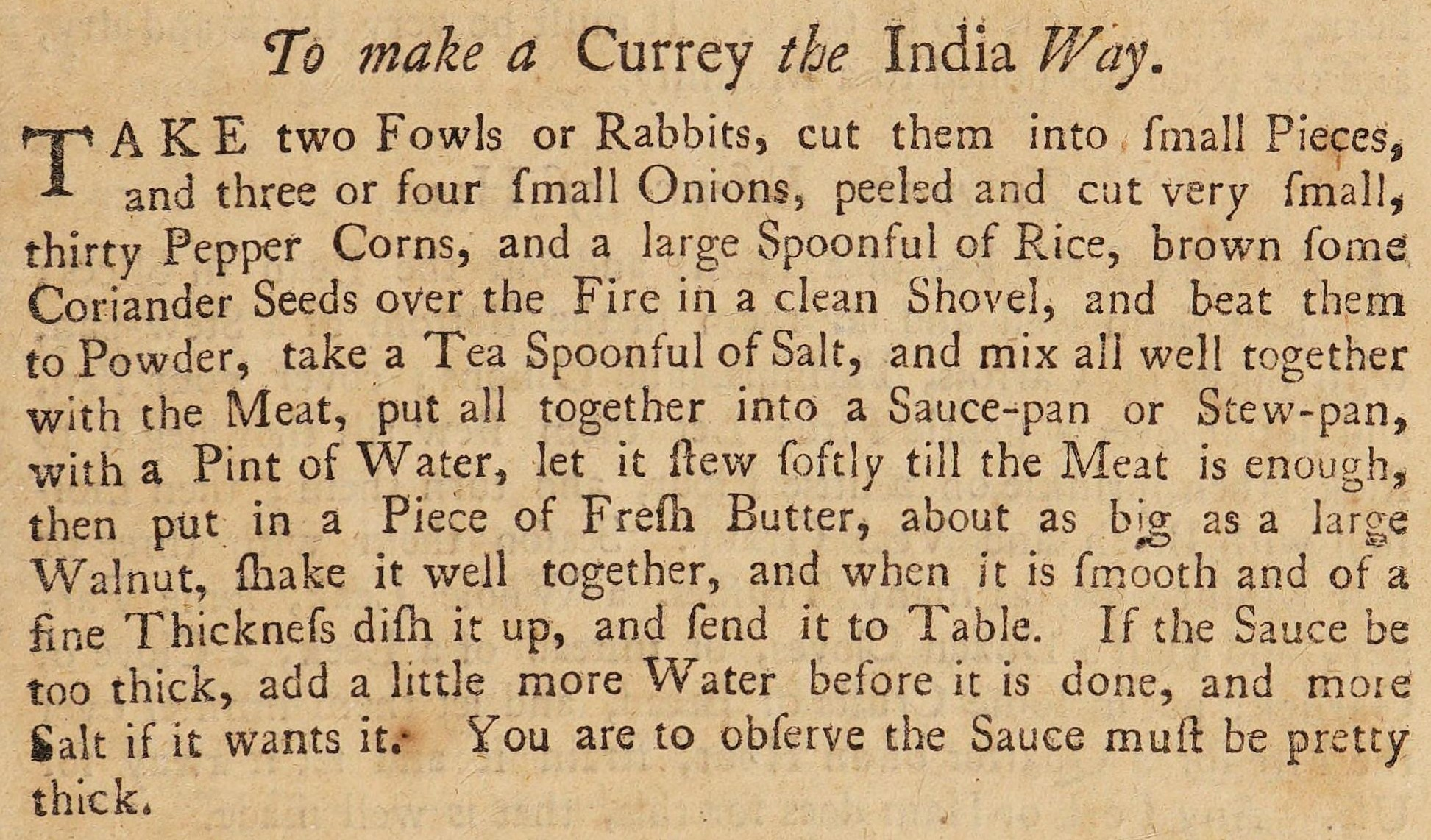
Рецепт каррі Гласс, 1748 рік — перший відомий письмовий англійський рецепт цієї страви

У першому виданні представлений перший відомий рецепт каррі англійською мовою, а також три рецепти плову; у пізніших версіях були додаткові рецепти каррі та індійських солінь. У цих, як і в більшості її рецептів, не вказувались розміри чи вага інгредієнтів, хоча мали деякі практичні вказівки, зокрема «приблизно стільки тім'яну, скільки поміститься на шість пенсів».
Гласс додала не лише рецепт уельського кролика, але також англійського та шотландського. У розділі «Для морських капітанів» містились рецепти засолювання та маринування продуктів, а також рецепти «Певних ліків проти укусу скаженого собаки» (скопійовано у Річарда Міда) та «Рецепт проти чуми». У виданні 1756 року була рання згадка про ваніль в англійській кухні та перше зареєстроване використання желе в трайфлі; вона назвала трайфл «плавучим островом». У пізніші видання додали гамбургери («гамбурзькі сосиски»), піккаліллі та ранній рецепт морозива. Гласс стала першою, хто використав у друку термін «йоркширський пудинг»; рецепт вперше з'явився в анонімно написаній роботі 1737 року «Усі обов'язки жінки» під назвою «капаючий пудинг».
Енн Віллан у своєму огляді кухарів і кулінарних книг написала, легкий стиль «Мистецтва кулінарії, написано просто та легко», вона «ніколи не була простою у використанні», оскільки ранні видання не містили алфавітного покажчика, а організація місцями була непослідовною. Хоча ранні версії були без змісту в кінці, вони містили те, що Венді Голл описала у своєму дослідженні «Література та побутове мистецтво» як «запаморочливо розлогий зміст, який класифікував теми двадцяти двох сторінок».
За словами історика Керолайн Ліфферс, Гласс стала частиною посилення раціоналізації в кулінарії; хоча вона не вказувала час для всіх своїх рецептів, але їх було більше, ніж надрукували автори ранніх кулінарних книг. Вона також випередила свій час в інших аспектах: поділилась рецептом «кишенькового супу» за багато років до появи фірмового бульйонного кубика. За сторіччя до того, як Луї Пастер вивчав мікробіологію та стерилізацію, Гласс радила кухарям соління та джеми «зав'язувати міхуром та шкірою» для тривалого зберігання. У своїх книгах вона наголошувала на необхідності чистоти в домі, особливо на кухні, де брудні прилади або зіпсують смак, або спричинить хворобу. Її поради показують тенденцію до підвищення рівня гігієни в Англії того часу, коли водопровід став доступнішим. Історик кулінарії Дженніфер Стед писав, що багато туристів Англії зазначали, що прислуги були чистими та охайними.

У «Мистецтві кулінарії» Гласс відійшла від прикладу багатьох своїх попередників і пропустила розділ медичних порад, таким же чином вчинила у 1769 році Елізабет Раффальд у «Досвідченій англійській домробітниці». З усім тим десятий розділ «Мистецтва кулінарії» називається «Настанови щодо хворих», і містить рецепти бульйону, страв з відвареного та рубаного м'яса, запіканок, каш і різних напоїв, включно з «штучним молоком ослиці». Гласс не дала вказівок щодо ведення домашнього господарства. У передмові вона написала:
Я не візьму на себе зобов'язання втручатися у фізичний хід далі ніж два рецепти, які будуть корисні для суспільства загалом: один — проти укусу скаженого пса; другий — якщо людина повинна знаходитись поряд з місцем, де лютує чума, їм нічого не загрожує; які, якби їх використати, принесли б велику послугу тим, хто виїжджає за кордон. Я також не візьму на себе зобов'язання керувати леді у питаннях господарювання її сім'ї, бо кожна господиня знає або, принаймні, повинна знати, як там найкраще робити; тому я не буду наповнювати свою книгу дурницями подібного роду, на які, я твердо впевнена, ніхто не зверне уваги.
Гласс адресувала «Мистецтво кулінарії» міській читацькій аудиторії, і, на відміну від своїх попередників, не згадувала «сільських панянок» чи традиції гостинності шляхти. «Довідник прислуги» призначався виключно для жіночого персоналу, і кожна роль, яку виконували жінки, розглядалась і повністю пояснювалась. Історик Уна Робертсон зауважує, що «потік інструкцій, адресованих „моїй маленькій служниці“, мабуть, сильно заплутав таку людину, якби вона вміла читати».

## Спадщина

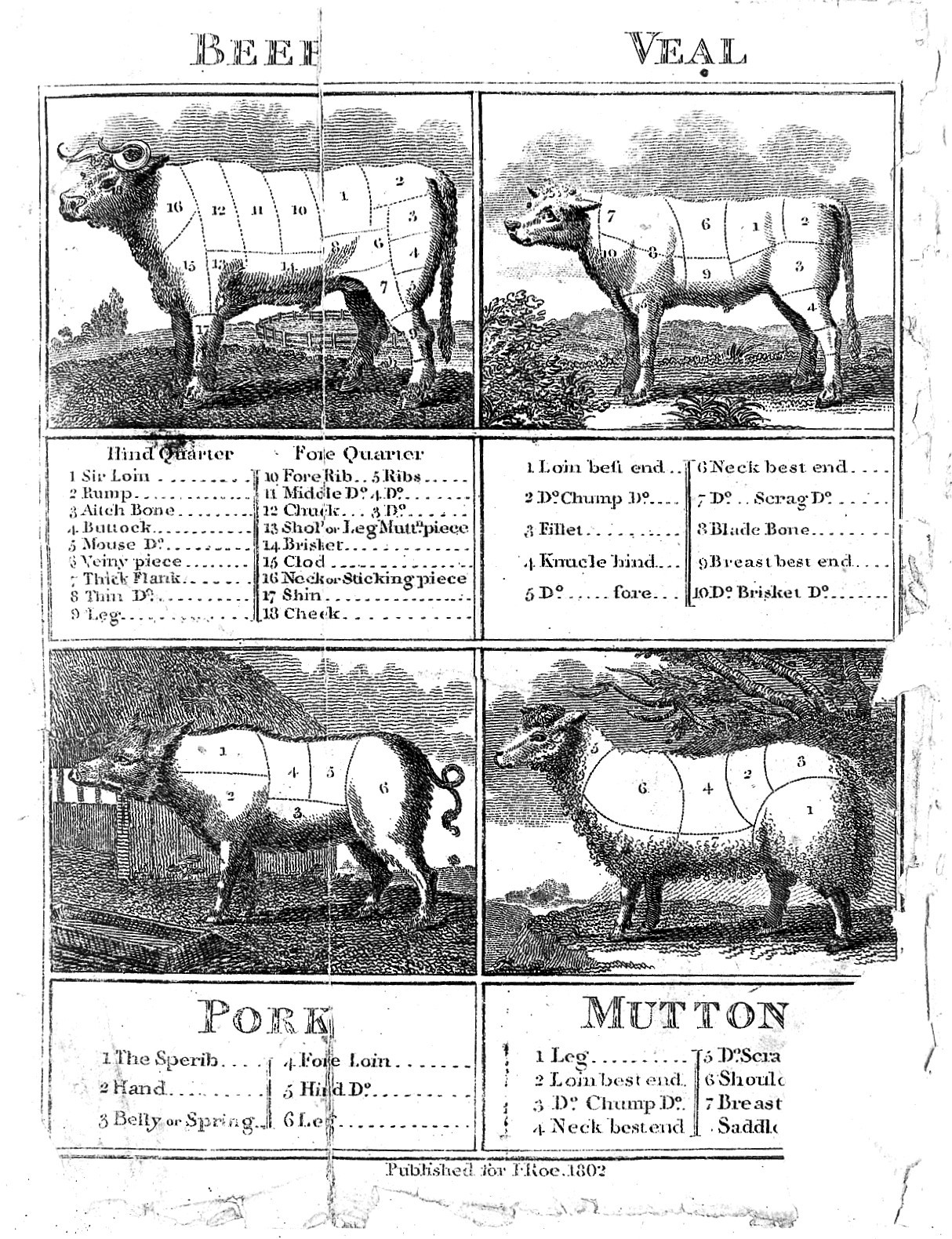
Ілюстрації різних шматків свинини, баранини, телятини та яловичини; з видання «Мистецтво кулінарії» 1802 року

Інформація про особу Гласс вважалася втраченою протягом багатьох років. У 1938 році Доддс підтвердив зв'язок між нею та сім'єю Оллгудів у статті в «Археологія Еліани».
«Мистецтво кулінарії» стала найпопулярнішою кулінарною книгою XVIII століття та пережило кілька перевидань після смерті Гласс. Протягом ста років книгу перевидавала 20 разів, а останнє видання вийшло друком у XIX столітті. Роботи Гласс копіювалися протягом XVIII та XIX століть, включно з бестселером Ізабелли Бітон «Книга місіс Бітон про ведення домашнього господарства» (1861). Слова назви «просто та легко» також використовувалися кількома іншими авторами. Примірники книги «Мистецтво кулінарії» потрапили до Америки завдяки мандрівникам, і вона стала однією з найпопулярніших кулінарних книг у колоніальній Америці. Її надрукували у США у 1805 році. Цілком можливо, що Бенджамін Франклін переклав деякі рецепти французькою. В Америці примірники «Довідника прислуги» масово розповсюджувались піратським способом.
Вказівка «Спочатку злови свого зайця» іноді помилково приписують Гласс. «Оксфордський словник англійської мови» зазначає, що цю вказівку, яку жартома приписують «Кулінарній книзі місіс Гласс», але фраза пізнішого походження. Хибне упередження пов'язане з рецептом смаженого зайця в «Мистецтві кулінарії», який починається «Take your hare when it be cas'd», що означає просто взяти зайця без шкіри. Цей вислів є одним із приблизно 400 її цитат, записаних в «Оксфордському словнику англійської мови».
У 1983 році видавництво Prospect Books опублікувало факсиміле видання «Мистецтво кулінарії» 1747 року під назвою «Спочатку злови свого зайця» зі вступними есе Стеда та історика кулінарії Прісцилли Бейн, а також глосарій кулінарного автора Алана Девідсона; її кілька разів перевидано. Коли Стед попросили зробити внесок у видання 1983 року, вона вивчила видання 1747 року та зробила те, що Девідсон і письменниця про кулінарію Гелен Сабері описали як «справді новаторську роботу»: вивчила кожен рецепт і відстежила, які з них були оригінальними. Саме Стед встановила, що Гласс скопіювала 342 рецепти в інших авторів У 2006 році Гласс стала темою документально-драматичної стрічки BBC, представленої телевізійним кухарем Клариссою Діксон Райт; Діксон Райт назвала свою героїню «матір'ю сучасної проханої вечері» та «першою домашньою богинею». 28 березня 2018 року до 310-річчя з дня народження Гласс створили Google Doodle.
Гласс захоплювалась кількома сучасними кухарями та кулінарними письменниками. Кулінарна письменниця XX століття Елізабет Девід написала, що «мені зрозуміло, що вона розповідає з перших вуст, іноді з оригінальними чарівними мовними зворотами»; телевізійний кухар Фанні Кредок написала передмову до перевидання «Мистецтва кулінарії» у 1971 році, в якій вона похвалила Гласс та її підхід. Кредок вважає, що написане легко зрозуміти, а Гласс — чесний кухар, яка, здається, спробувала більшість рецептів книги. Письменниця Джейн Грігсон захоплювалася роботами Гласс, і у своїй книзі 1974 року вона включила багато рецептів Гласс. Діксон Райт стверджує, що вона відчуває «сильну симпатію до Ганни Гласс. Я захоплююся її прямим, невибагливим підходом до кулінарії». Для Діксон Райт «вона — одна з великих в історії англійської кухні».

### Журнали
- Bickham, Troy. Eating the Empire: Intersections of Food, Cookery and Imperialism in Eighteenth-Century Britain. — Past & Present, 2008. — No. 198. — P. 71–109. — DOI:10.1093/pastj/gtm054.
- Brewer, Charlotte. 'Happy Copiousness'? OED's Recording of Female Authors of the Eighteenth Century. — The Review of English Studies, 2012. — Vol. 63, no. 258. — P. 86–117. — DOI:10.1093/res/hgq102.
- Dodds, Madeline Hope. The Rival Cooks: Hannah Glasse and Ann Cook. — Archaeologia Aeliana, 1938. — Vol. 4, no. 15. — P. 43–68. Архівовано з джерела 29 жовтня 2019.
- Hall, Wendy. Literacy and the Domestic Arts. — Huntington Library Quarterly, 2010. — Vol. 73, no. 3. — P. 383–412. — DOI:10.1525/hlq.2010.73.3.383.
- Lieffers, Caroline. 'The Present Time is Eminently Scientific': The Science of Cookery in Nineteenth-Century Britain. — Journal of Social History, 2012. — Vol. 45, no. 4. — P. 936–959. — DOI:10.1093/jsh/shr106.
- Lucraft, Fiona. The London Art of Plagiarism, Part One. — Petits Propos Culinaires, 1992. — Vol. 42. — P. 7–24. — ISSN 0142-7857.
- Lucraft, Fiona. The London Art of Plagiarism, Part Two. — Petits Propos Culinaires, 1993. — Vol. 43. — P. 34–46. — ISSN 0142-7857.

### Новини
- Notices. The Newcastle Courant. 8 вересня 1770. с. 2.
- Prince, Rose (24 червня 2006). Hannah Glasse: The original domestic goddess. The Independent (англ.). Архів оригіналу за 7 червня 2010. Процитовано 27 березня 2018.
- Sommerlad, Joe (28 березня 2018). Hannah Glasse: How the British writer's seminal recipe book democratised cookery. The Independent (англ.). Архів оригіналу за 21 травня 2019. Процитовано 14 березня 2019.

### Інтернет
- Page 1 | Issue 9416, 15 October 1754 | London Gazette | The Gazette. www.thegazette.co.uk. Процитовано 11 вересня 2022.
- Clark, Gregory (2018). The Annual RPI and Average Earnings for Britain, 1209 to Present (New Series) (англ.). MeasuringWorth. Архів оригіналу за 17 грудня 2017. Процитовано 30 січня 2018.
- The Compleat Confectioner. WorldCat. Архів оригіналу за 29 березня 2021. Процитовано 15 березня 2019.
- first catch your hare. Oxford English Dictionary (англ.). Процитовано 10 березня 2019.
- Formats and Editions of First Catch your Hare: the Art of Cookery Made Plain and Easy (1747). Worldcat. Архів оригіналу за 29 березня 2021. Процитовано 17 березня 2019.
- Hannah Glasse's 310th Birthday. Google. Архів оригіналу за 26 березня 2019. Процитовано 16 березня 2019.
- Hannah Glasse (Biographical details). The British Museum. Архів оригіналу за 29 березня 2021. Процитовано 7 березня 2019.
- Hannah Glasse – the First Domestic Goddess. BBC Genome. Архів оригіналу за 29 березня 2021. Процитовано 16 березня 2019.
- Hoare, Charlotte (19 травня 2014). The Art of Cookery / by a lady (англ.). St John's College Cambridge. Архів оригіналу за 26 лютого 2019. Процитовано 7 березня 2019.
- Professed Cookery. WorldCat. Архів оригіналу за 29 березня 2021. Процитовано 13 березня 2019.
- Robb-Smith, A. H. T. (2004). Glasse [née Allgood], Hannah (bap. 1708, d. 1770). Oxford Dictionary of National Biography. Oxford University Press. doi:10.1093/ref:odnb/10804. (необхідна підписка або членство в публічній бібліотеці Сполученого Королівства)